# Ansvarsbibliotek
Ansvarsbibliotek var ett nationellt system där bibliotek och informationscentraler hade specifika ämnesområden att bevaka, förvalta och samordna. Systemet hade sitt ursprung i en önskan från politiker under 1970-talet, att säkra en nationell informationsförsörjning, och mer specifikt den vetenskapliga och tekniska informationsförsörjningen.  
Exempel på ansvarsbibliotek är KTH:s bibliotek med tidigare ansvar för teknologi och dess grundvetenskaper, medan Göteborgs universitet hade ansvar för kvinno-, mans- och genusforskning. 
Kungliga biblioteket (KB) fick år 1988 ansvar för att samordna detta system, som även kom att utredas två gånger innan det slutligen lades ner 2009.